# NGC 324
NGC 324 est une galaxie lenticulaire située dans la constellation du Phénix. NGC 324 a été découverte par l'astronome britannique John Herschel en 1835.

## Caractéristiques
Sa vitesse par rapport au fond diffus cosmologique est de 3 232 ± 20 km/s, ce qui correspond à une distance de Hubble de 47,7 ± 3,4 Mpc (∼156 millions d'al).